# Lachsschinken

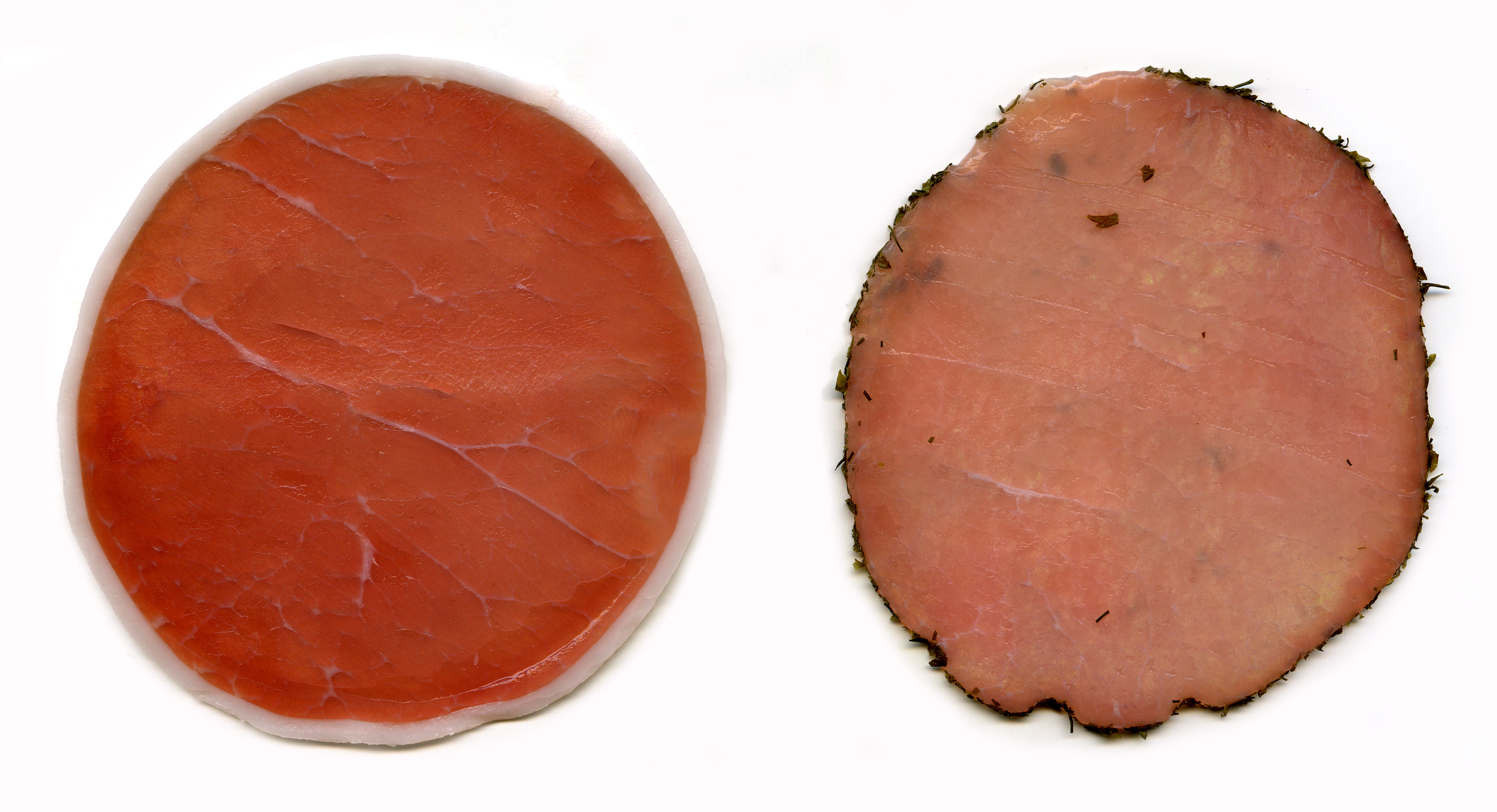
Links Pariser Lachsschinken, rechts gepökeltes Lachsfleisch mit Kräutern

Als Lachsschinken wird das leicht gepökelte und geräucherte zentrale Kotelettstück vom Schwein bezeichnet. Er ist sehr mager und von mildem Geschmack. Berühmt ist der Pariser Lachsschinken, der mit einer dünnen Speckschicht umwickelt ist, um das Fleisch vor dem Austrocknen zu schützen.
Lachsschinken wird weder aus Schinken noch aus Lachsen hergestellt – „Lachs“ bezeichnet hier das zentrale Kotelettstück, daher der Name. Die Zubereitung ist mit der von rohem Schinken vergleichbar.
Wird er zusätzlich noch als diätetisches Lebensmittel angeboten, fällt er rechtlich unter die Diätverordnung. Diätetische Rohpökelwaren sind Lebensmittel, die einem besonderen, diätetischen Ernährungszweck dienen und sich damit deutlich von anderen Rohpökelwaren unterscheiden. Sie können einen geringeren Natriumgehalt, einen geringeren Gehalt an gesättigten Fettsäuren oder einen erhöhten Gehalt an den gesunden, mehrfach ungesättigten Fettsäuren aufweisen. Oftmals ist der Gesamtfettgehalt oder der gesamte Brennwert des Produktes eingeschränkt oder der Natriumgehalt vermindert.

## Herstellung des Pariser Lachsschinkens
Verwendet werden nur sorgfältig zugeschnittene, fett- und sehnenfreie Teile des Schweinerückens ohne Knochen aus dem Filetkotelett.
Dieser Fleischteil wird einer milden Pökelung unterzogen, oft unter Zugabe spezieller „Hauswürzungen“.
Wenn der Schweinelachs nach etwa 4 bis 6 Tagen eine kräftig rote Pökelfarbe angenommen hat, wird er abgewaschen und die Oberfläche an der Luft getrocknet. Danach werden die Lachse portioniert und mit einer dünnen Speckplatte von ungefähr 4 mm Stärke umhüllt. Diese Rohlinge werden in die dünne, in warmem Wasser geschmeidig gemachte Darmserosa (Goldschlägerhaut) der Rinderbutte (Blinddarm des Rindes) eingeschlagen, fest angedrückt und mit rotem Bindfaden in gleichmäßigen Windungen umwickelt. Anschließend wird in Kaltrauch geräuchert, damit die Rohlinge eine goldgelbe Farbe bekommen. Vorteile dieses Verfahrens sind der Erhalt von Saftigkeit, Verlängerung der Haltbarkeit und die Optimierung des Aussehens.
Heutzutage verwendet man (wenn überhaupt) zur Formgebung Kollagen- oder Kunststofffolien (Stretch-Netzschlauch), weil die Gewinnung der Goldschlägerhaut sehr aufwändig ist.